# Milko Bratina
Milko Bratina, slovenski arhitekt in urbanist, * 5. september 1939, Trst.

## Življenje in delo
Rodil se je v družini mizarja Emila in Pavle Bratina, rojene Lozar. Ko mu je oče padel kot partizan, sta se z mamo preselila v Osek, kjer je obiskoval osnovno šolo. Nižjo gimnazijo je končal v Dobravljah pri Ajdovščini, v Ljubljani pa srednjo gradbeno šolo. V Ljubljani je leta 1967 diplomiral na Fakulteti za arhitekturo z nalogo o urbanizmu. Izdelal je celo vrsto zazidalnih načrtov v Novi Gorici, Ajdovščini,  Vipavi in drugih krajih, zlasti v novogoriški občini. Napravil in sodeloval je pri več ureditvenih načrtih za naselja ter vodnogospodarske in kmetijske površine ne le v novogoriški občini marveč tudi na Reki in Ohridu.